# Carrie Furnaces
Die Carrie Furnaces sind zwei stillgelegte, 28 Meter hohe Hochöfen am Monongahela River in Swissvale bei Pittsburgh, Pennsylvania. Der Komplex gehörte zu dem ehemaligen Stahlwerk Homestead Steel Works.

## Beschreibung
Die Anlage umfasst zwei identisch angelegte Hochöfen mit Schrägaufzügen zur Beschickung. Es sind ein Schornstein, sechs Winderhitzer und Gichtgasleitungen vorhanden. Über die Bunkeranlagen für Eisenerz, Koks und Zuschlagstoffe verläuft ein 15-Tonnen-Portalkran. Neben der 67 Meter langen Gebläsehalle steht noch eine Gießhalle. Die Fläche der historischen Anlagen beträgt etwa fünf Hektar.
Die Gesamtfläche der Carrie Furnaces betrug 68 Hektar (168 acres). Davon liegen 8,5 Hektar südlich des Flusses, am Nordufer sind 15 Hektar als Grünzone ausgewiesen. Von den verbleibenden 44 Hektar können von der Allegheny County Economic Development etwa 30 an Investoren abgegeben werden.

## Geschichte

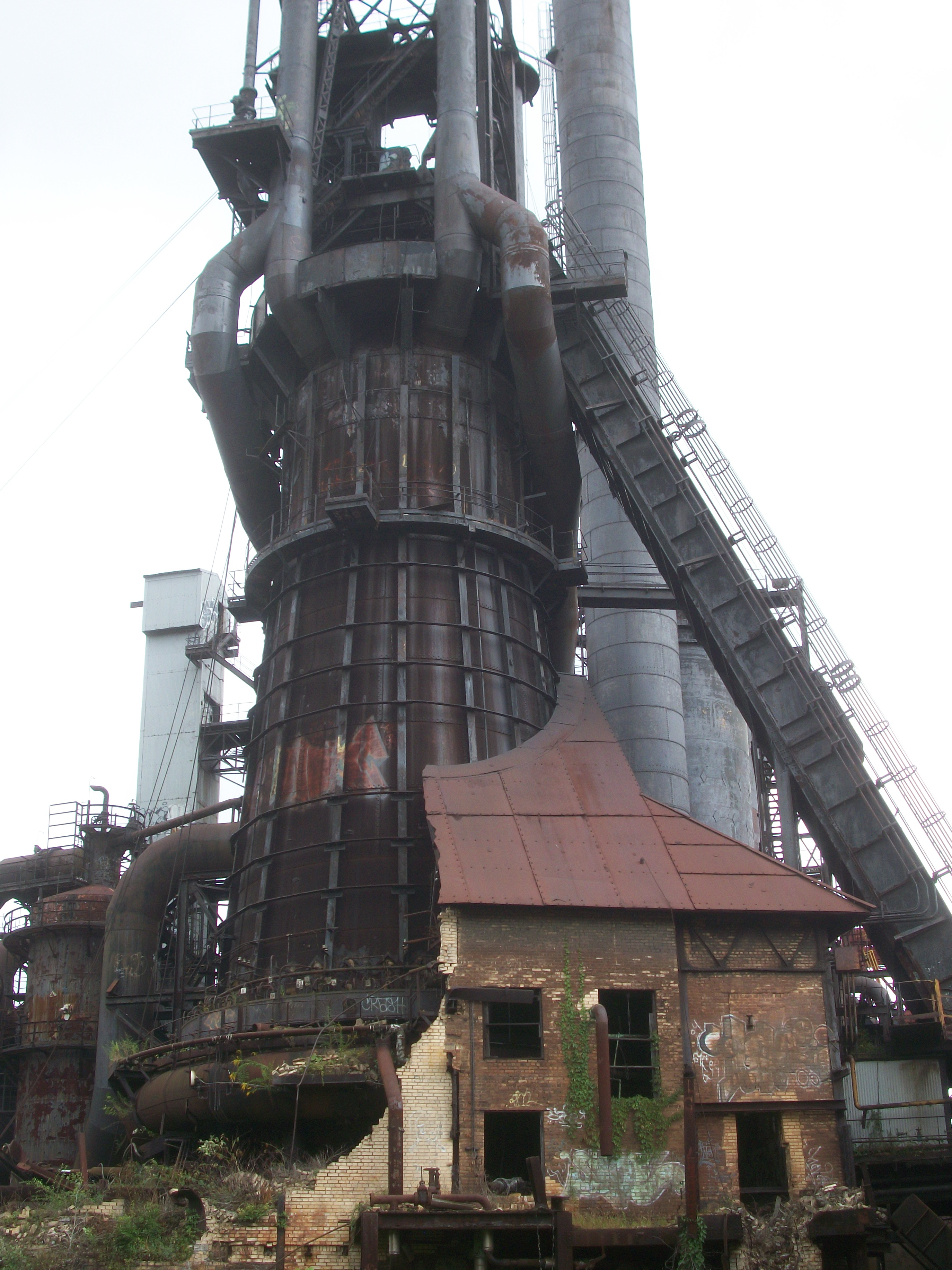
Carrie Furnaces No. 7

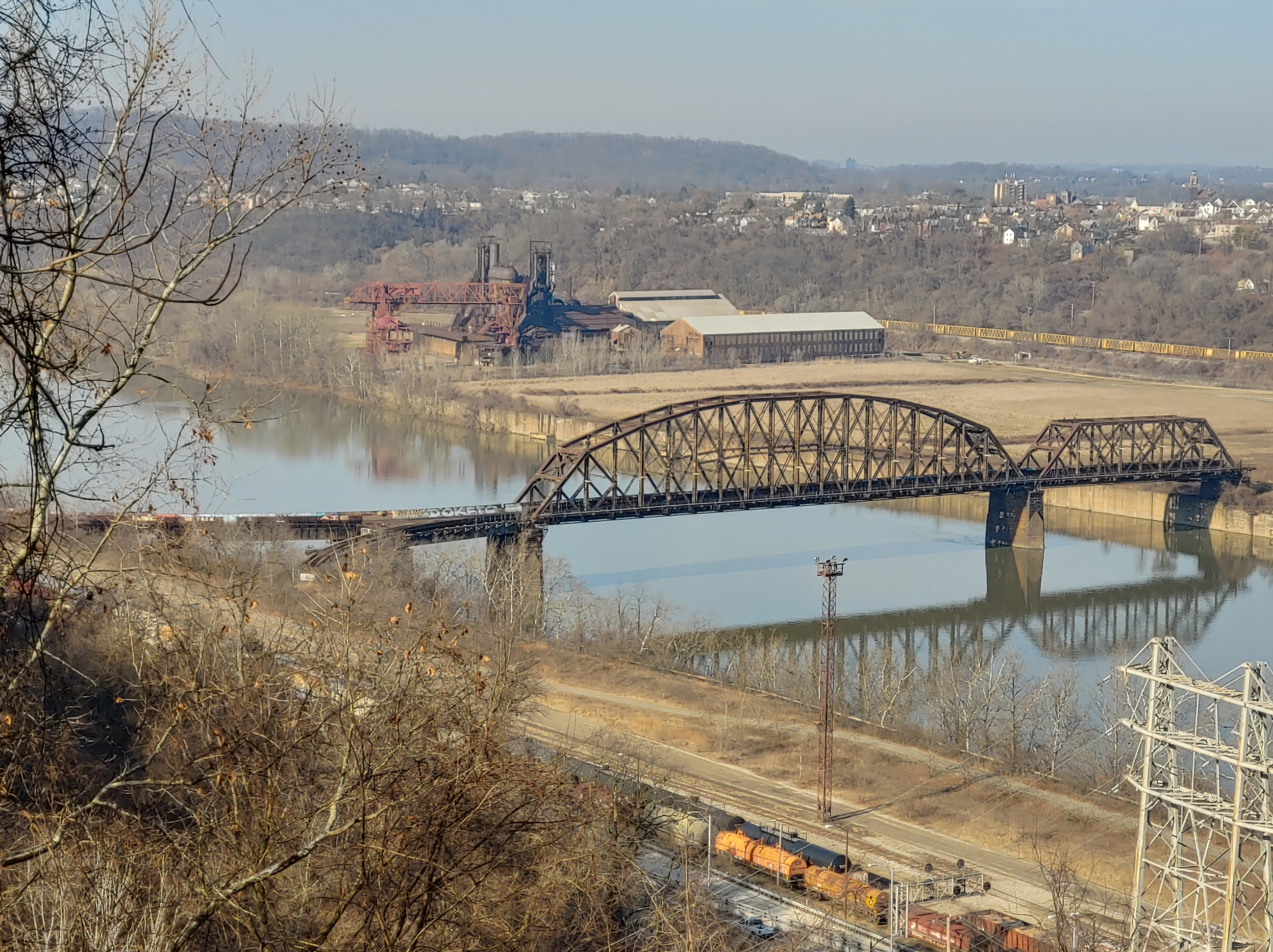
Carrie Furnaces und die Carrie Furnace Hot Metal Bridge

Die beiden erhaltenen Hochöfen „6“ und „7“ waren zwischen 1907 und 1972 in Betrieb und wurden letztmals 1936 modernisiert. Die Anlage zählt zu den wenigen ihrer Art, die noch vor dem Zweiten Weltkrieg erbaut wurden. Die fünf älteren Carrie Furnaces 1–5 wurden nach Stilllegung der Anlage beseitigt. Die ersten Hochöfen nahmen 1884 ihren Betrieb auf und wurden wie benachbarte Anlagen nach einem weiblichen Familienmitglied des Eigentümers benannt. So gab es in der Region mit 75 Hochöfen auch „Dorothys“ und „Lucys“. Innenstadtnah ist ein neun Kilometer langer Eliza Furnace Trail ausgewiesen.
Nachdem die Anlage anfangs Roheisen als unabhängiger Händler verkaufte, wurde sie 1898 von Andrew Carnegie erworben. Von der Carnegie Steel Company kamen sie 1901 an US Steel. Im Zenit ihrer Produktion wurden in den beiden Hochöfen jeweils 1000 bis 1250 Tonnen Roheisen am Tag produziert. Das erforderte die vierfache Menge an Rohstoffen und fünf Millionen Gallonen Wasser zur Kühlung. Im Werk waren 3000 Arbeiter beschäftigt, während jenseits des Flusses bis zu 15.000 Stahlwerker tätig waren. Mit der Carrie Furnace Hot Metal Bridge (nicht zu verwechseln mit der flussabwärts gelegenen Hot Metal Bridge am J&L-Steel-Werk) waren sie an das Stahlwerk angeschlossen. Pfannenwagen brachten jeweils 35 Tonnen flüssiges Eisen nach Homestead auf die Südseite des Flusses. Seit ihrer Stilllegung sind die Werksanlagen ein beliebter Lost Place und ein bekanntes Fotomotiv für Industriearchitektur. In den 1990er Jahren war umstritten, ob die Anlage museal als Industriedenkmal erhalten bleiben sollte.
Seit 1989 stehen die Hochöfen unter Denkmalschutz und sind seit 1997 Teil des Rivers of Steel National Heritage Area. Dessen Objekte sind über acht Counties verteilt. Es gehört zu 12 State Heritage Areas in Pennsylvania und ist eines von 49 National Heritage Areas der USA.
Gegenwärtig werden von Rivers of Steel Führungen und Kurse angeboten. Das Gelände wird auch für Kunstausstellungen und kreative Aktionen genutzt. Events wie Hochzeiten können auf dem Gelände veranstaltet werden. Pittsburgh Garden Trail bietet in den Grünzonen und Industriebrachen monatlich eine Führung an.
Das Gebiet, das noch 2013 schlecht zugänglich zwischen Bahnanlagen lag, wurde inzwischen über den Carrie Furnace Boulevard an den Straßenverkehr angebunden. Auf dem Nordufer des Flusses steht Investoren östlich und westlich der Hochöfen eine Fläche von etwa 30 Hektar zur Verfügung. Eine weitere Straßenverbindung und die Anbindung an den Great Allegheny Passage trail und den Eliza Furnace Trail könnte über die Hot Metal Bridge realisiert werden.
Die Kosten für eine Umwandlung der Anlage in ein Museum werden auf 70 bis 100 Millionen Dollar geschätzt. 2008 wurde ein Park-and-Ride-Parkplatz mit Straßenbahnanschluss für Pendler vorgeschlagen.